# Championnats du monde de course en ligne de canoë-kayak de 1982
Navigation
Édition précédente Édition suivante
Les dix-septièmes championnats du monde de course en ligne de canoë-kayak se sont déroulés à Belgrade en Yougoslavie (dans l'actuelle Serbie) en 1982.

## Podiums

### Hommes

#### Canoë
| Epreuve     | Or                                      | Temps | Argent                                           | Temps | Bronze                                      | Temps |
| C-1 500 m   | Olaf Heukrodt (GDR)                     |       | Janós Sarsui Kis (HUN)                           |       | Sergey Postrechin (URS)                     |       |
| C-1 1000 m  | Jörg Schmidt (GDR)                      |       | Deszö Csépai (HUN)                               |       | Vassily Beresa (URS)                        |       |
| C-1 10000 m | Tamás Wichmann (HUN)                    |       | Jirí Vrdlovec (TCH)                              |       | Gheorghe Titu (ROU)                         |       |
| C-2 500 m   | Yougoslavie Matija Ljubek Mirko Nisovic |       | Union soviétique Yuriy Laptikov Sergueï Petrenko |       | HUN László Foltan István Vaskúti            |       |
| C-2 1000 m  | HUN Janós Sarsui Kis Gyula Hajdu        |       | Yougoslavie Matija Ljubek Mirko Nisovic          |       | Allemagne de l'Est Olaf Heukrodt Uwe Madeja |       |
| C-2 10000 m | ROU Ivan Patzaichin Toma Simionov       |       | Union soviétique Vassily Beresa Edem Muradosilov |       | HUN Tamás Buday László Vaskúti              |       |

#### Kayak
| Epreuve     | Or                                                                                       | Temps | Argent                                                                        | Temps | Bronze                                                                     | Temps |
| K-1 500 m   | Vladimir Parfenovich (URS)                                                               |       | Peter Hempel (GDR)                                                            |       | Lars-Erik Moberg (SWE)                                                     |       |
| K-1 1000 m  | Rüdiger Helm (GDR)                                                                       |       | Alan Thompson (NZL)                                                           |       | Einar Rasmussen (NOR)                                                      |       |
| K-1 10000 m | Milan Janic (YUG)                                                                        |       | Einar Rasmussen (NOR)                                                         |       | Nikolay Astapkovich (URS)                                                  |       |
| K-2 500 m   | Union soviétique Vladimir Parfenovich Sergey Superata                                    |       | Nouvelle-Zélande Alan Thompson Paul MacDonald                                 |       | Allemagne de l'Ouest Matthias Seack Oliver Seack                           |       |
| K-2 1000 m  | Union soviétique Vladimir Parfenovich Sergey Superata                                    |       | Canada Alwyn Morris Hugh Fisher                                               |       | Espagne Luis Gregorio Ramos Herminio Rodriguez                             |       |
| K-2 10000 m | France Bernard Brégeon Patrick Lefoulon                                                  |       | Pays-Bas Ron Stevens Gert Jan Lebbink                                         |       | HUN István Szabó István Tóth                                               |       |
| K-4 500 m   | Union soviétique Sergey Krivozheyev Igor Gaydamaka Sergey Kolokolov Aleksander Vodovatov |       | Allemagne de l'Est Frank-Peter Bischof Frank Fischer Rüdiger Helm Harald Marg |       | Suède Jens Norqvist Lars-Erik Moberg Per-Inge Bengtsson Thomas Ohlsson     |       |
| K-4 1000 m  | Suède Per-Inge Bengtsson Lars-Erik Moberg Thomas Ohlsson Bengt Andersson                 |       | Allemagne de l'Est Frank-Peter Bischof Peter Hempel Rüdiger Helm Harald Marg  |       | Allemagne de l'Ouest Matthais Seack Oliver Seack Frank Renner Bernd Hessel |       |
| K-4 10000 m | Union soviétique Alexander Yermilov Nikolay Baranov Sergey Zhuchray Vladimir Romanovskiy |       | ROU Petrica Dimofte Florian Marinescu Ionel Igorov Anghei Coman               |       | HUN Kálmán Petrikovics Tamás Szekes László Rasztotzky Tibor Helyl          |       |

### Femmes

#### Kayak
| Epreuve   | Or                                                                               | Temps | Argent                                                                           | Temps | Bronze                                                   | Temps |
| K-1 500 m | Birgit Fischer (GDR)                                                             |       | Agneta Andersson (SWE)                                                           |       | Éva Rakusz (HUN)                                         |       |
| K-2 500 m | Allemagne de l'Est Birgit Fischer Bettina Streussel                              |       | HUN Katalin Povazsan Erika Géczi                                                 |       | Suède Karin Olsson Agneta Andersson                      |       |
| K-4 500 m | Allemagne de l'Est Birgit Fischer Bettina Streussel Roswitha Eberl Kathrin Giese |       | Union soviétique Inna Zhipulina Nelli Yefremova Yekaterina Golubeva Saba Komkova |       | HUN Agnes Dragos Erika Géczi Katalin Povazsan Éva Rakusz |       |

## Tableau des médailles
| Rang  | Nation               | Or | Argent | Bronze | Total |
| ----- | -------------------- | -- | ------ | ------ | ----- |
| 1     | Allemagne de l'Est   | 6  | 3      | 1      | 10    |
| 2     | Union soviétique     | 5  | 3      | 3      | 11    |
| 3     | HUN                  | 2  | 3      | 6      | 11    |
| 4     | Yougoslavie          | 2  | 1      | 0      | 3     |
| 5     | Suède                | 1  | 1      | 3      | 5     |
| 6     | ROU                  | 1  | 1      | 1      | 3     |
| 7     | France               | 1  | 0      | 0      | 1     |
| 8     | Nouvelle-Zélande     | 0  | 2      | 0      | 2     |
| 9     | Norvège              | 0  | 1      | 1      | 2     |
| 10    | Canada               | 0  | 1      | 0      | 1     |
| 11    | Tchécoslovaquie      | 0  | 1      | 0      | 1     |
| 12    | Pays-Bas             | 0  | 1      | 0      | 1     |
| 13    | Allemagne de l'Ouest | 0  | 0      | 2      | 2     |
| 14    | Espagne              | 0  | 0      | 1      | 1     |
| Total | Total                | 18 | 18     | 18     | 54    |